# ثيو فرينكل
ثيو فرينكل (بالهولندية: Theo Frenkel) هو كاتب سيناريو ومنتج أفلام ومخرج وممثل هولندي، ولد في 14 يوليو 1871 في روتردام في هولندا، وتوفي في 20 سبتمبر 1956 في أمستردام في هولندا.

## وصلات خارجية
- ثيو فرينكل على موقع IMDb (الإنجليزية)
- ثيو فرينكل على موقع أول موفي (الإنجليزية)
- ثيو فرينكل على موقع قاعدة بيانات الأفلام السويدية (السويدية)
- ثيو فرينكل على موقع قاعدة بيانات الفيلم (الإنجليزية)
- ثيو فرينكل على موقع كينوبويسك (الروسية)